# كيني الديرس
كيني الديرس (بالهولندية: Kenny Elders)‏ (1 فبراير 1995 في هولندا - ) هو لاعب كرة قدم هولندي في مركز الدفاع. لعب مع Achilles '29 ‏.

## وصلات خارجية
- كيني الديرس على موقع قاعدة بيانات كرة القدم.إي يو (الإنجليزية)
- كيني الديرس على موقع Soccerway.com (الإنجليزية)
- كيني الديرس على موقع عالم كرة القدم.نت (الإنجليزية)